# International Association of Multilingualism
Die International Association of Multilingualism (IAM) ist ein Netzwerk von und für Wissenschaftlern, die im gesamten Spektrum der Linguistik forschen. Der Schwerpunkt liegt hierbei auf der Beschäftigung mit Mehrsprachigkeit. Die IAM bemüht sich um steten internationalen Austausch zwischen ihren Wissenschaftlern und Studierenden; so wird zum Beispiel im Rahmen der Tagungen eine Auszeichnung für das beste “student paper” vergeben. Der Focus ihrer Mehrsprachigkeitsforschung liegt beim Dritt- und Viertsprachenerwerb von Kindern, aber der generellen Beschäftigung mit den individuellen und sozialen Ausprägungen von Mehrsprachigkeit. Die Mitglieder der IAM sind Wissenschaftler aus den verschiedensten sprachwissenschaftlichen Gebieten wie der Psycholinguistik, der Soziolinguistik und der Angewandten Linguistik.

## Geschichte
Die IAM wurde 2003 von Jasone Cenoz, Britta Hufeisen und Ulrike Jessner im Rahmen der Tagung in Tralee (s. u.) gegründet. Sie hat derzeit (Stand Juni 2014) knapp 200 Mitglieder auf allen Kontinenten.
Die derzeitigen Mitglieder des erweiterten Vorstandes (Stand August 2014) stammen aus Deutschland, Israel, Österreich, Polen, Spanien, Großbritannien und den Vereinigten Staaten.

## Vorstand
- 2005–2009 Britta Hufeisen
- 2009–2014 Ulrike Jessner
- seit 2014 Jasone Cenoz

## Aktivitäten
Halbjährlich werden von den IAM-Mitgliedern Konferenzen zur Mehrsprachigkeitsforschung abgehalten:
- 1999: Erste Konferenz in der Universität Innsbruck, Österreich
- 2001: Zweite Konferenz im Institute of Technology, Tralee, Irland
- 2003: Dritte Konferenz in der Stenden Hogeschool Leeuwarden, Niederlande
- 2005: Vierte Konferenz in der Universität Freiburg, Schweiz
- 2007: Fünfte Konferenz in der University of Stirling, Vereinigtes Königreich
- 2009: Sechste Konferenz in der Freien Universität Bozen, Italien
- 2011: Siebte Konferenz in der Universität Warschau, Polen
- 2012: Achte Konferenz in der Universität Jaume I, Castelló de la Plana, Spanien
- 2014: Neunte Konferenz in der Universität Uppsala, Schweden

Die Hauptverkehrssprache der IAM ist Englisch. Jedoch werden Vorträge auch in anderen Sprachen wie z. B. Französisch, Deutsch und Spanisch gehalten.
Seit 2010 finden kleinere Arbeitstagungen zwischen den Hauptkonferenzen statt. Das Gründungsmitglied Jean-Marc Dewaele vom englischen Birkbeck College gründete diese Tradition, die von weiteren Tagungen 2012 in den USA am MIT, von Susanne Flynn organisiert, und 2013 in Polen, an der University of Szczyrk, von Danuta Gabrys organisiert, abgehalten wurde.

## Ziele
Die IAM gründete 2008 während der Association-Internationale-de-Linguistique-Appliquée-Konferenz in Essen ein Forschungsnetzwerk und ist darüber hinaus Mitglied im European Center for Modern Languages in Graz.
Das englischsprachige Publikationsorgan der IAM, das International Journal of Multilingualism, von Jasone Cenoz und Ulrike Jessner herausgegeben, existiert seit 2004. Aktuelle Herausgeberinnen sind Danuta Gabrys und Eva Vetter. Das International Journal of Multilingualism erscheint viermal jährlich.
Darüber hinaus wird an die IAM-Mitglieder halbjährlich ein Rundbrief versandt.
Mit der IAM assoziiert sind weitere Veröffentlichungen zur Mehrsprachigkeitsforschung erschienen, die von Britta Hufeisen und Beate Lindemann herausgegeben werden. Hier sind sämtliche Publikationssprachen willkommen.